# Cerocala rothschildi
Cerocala rothschildi is een vlinder uit de familie spinneruilen (Erebidae). De wetenschappelijke naam is voor het eerst geldig gepubliceerd in 1924 door Turati.
De soort komt voor in tropisch Afrika.